# جيم غاردنر (صحفي)
جيم غاردنر (بالإنجليزية: Jim Gardner)‏ هو صحفي أمريكي، ولد في 17 مايو 1948 في نيويورك في الولايات المتحدة.

## وصلات خارجية
- جيم غاردنر على موقع IMDb (الإنجليزية)
- جيم غاردنر على موقع قاعدة بيانات الفيلم (الإنجليزية)